# HMS Starling (U66)
Pour les autres navires du même nom, voir HMS Starling.
Le HMS Starling est un sloop britannique, de la classe Black Swan modifiée, qui participa aux opérations navales contre la Kriegsmarine (marine allemande) pendant la Seconde Guerre mondiale.
Il était le navire de guerre anti-sous-marine le plus glorieux de la Royal Navy, crédité de la destruction de quatorze sous-marins.

## Construction et conception
Le Starling est commandé le 18 juillet 1941 dans le cadre de programmation de 1940 pour le chantier naval de Fairfield Shipbuilding and Engineering Company à Govan en Écosse. La pose de la quille est effectuée le 21 octobre 1941, le Starling est lancé le 14 octobre 1942 et mis en service le 1er avril 1943.
Il a été adopté par la communauté civile du district rural de Runcorn dans le Lancashire, dans le cadre de la Warship Week (semaine des navires de guerre) en 1942.
Les sloops de la classe Black Swan ont fait l'objet de nombreuses modifications au cours du processus de construction, à tel point que la conception a été révisée, les navires ultérieurs (du programme de 1941 et suivants) étant décrits comme la classe Black Swan modifiée. Bien que Wren ait été fixé selon la conception originale, elle a été achevée plus tard que certains des navires de classe modifiés, et avec les modifications apportées lors de sa construction, il était impossible de les distinguer des navires modifiés de Black Swan .
La classe Black Swan modifiée était une version élargie et mieux armé pour la lutte anti-sous-marine de la classe Black Swan, elle-même dérivée des sloops antérieurs de la classe Egret. L'armement principal se composait de six canons antiaériens QF 4 pouces Mk XVI dans trois tourelles jumelles, de 6 Canons jumelés de 20 mm Oerlikon Anti-aérien, de 4 canons de 40 mm pom-pom. L'armement anti-sous-marin se composait de lanceurs de charges de profondeur avec 110 charges de profondeur transportées. Il était aussi équipé d'un mortier Hedgehog anti-sous-marin pour lancer en avant ainsi qu'un équipement radar pour le radar d'alerte de surface type 272, et le radar de contrôle de tir type 285,.

## Historique

### Seconde guerre mondiale
Le Starling rejoint le Western Approaches Command en avril 1943 sous le commandement du capitaine Frederic John Walker, chef du 2e Groupe d'escorte (2nd Support Group ou 2SG). Il s'agissait d'une flottille de six sloops non attachés à la protection du convoi, mais libres de traquer les sous-marins partout où ils se trouvaient. Les autres navires du groupe étaient Cygnet, Kite, Wild Goose, Woodpecker, et Wren.
La première patrouille du Starling en mai 1943 se déroule sans incident. Il y a plusieurs grandes batailles de convois au cours du mois, mais aucune impliquant le 2SG. Le premier succès du Starling survient le 1er juin 1943, lorsque le premier U-boot du groupe est détecté fortuitement par une belle journée et identifié par le lieutenant Earl Howe Pitt. Cet événement est surnommé un autre "Glorious First of June" par Walker . Sur une période de 15 heures, le groupe a trouvé, suivi et détruit l'U-202, dans la plus longue chasse de la campagne atlantique jusqu'à ce moment-là,
À leur retour à Liverpool, le Starling et le 2SG sont affectés à l'opération Musketry une tentative, de concert avec le Coastal Command, d'interdire les routes de transit des U-boote à travers le golfe de Gascogne. Le 24 juin 1943, le groupe réussit à détruire deux U-boote; le Starling détruit l'U-119, mais il est endommagé quand il percute le U-boot pour le couler. Il est forcé de retourner en Grande-Bretagne pour des réparations, sous le commandement temporaire du Cdr. DEG Wemyss du Wild Goose, Walker étant resté avec le groupe.
En octobre, à son retour dans le groupe, le Starling est impliqué dans la bataille autour du convoi ON207. Aucun succès n'est enregistré, bien que la bataille du convoi a vu trois U-boote détruits, sans aucun navire perdu.
En novembre 1943, dans les opérations autour du convoi HX264, le Starling et le 2SG coulent deux autres sous-marins, l'U-226 et l'U-842.
En décembre, alors qu'il soutient le convoi combiné SL140/MKS31, le Starling attaque et endommage l'U-843, le forçant à abandonner son attaque.
En janvier 1944, soutenant le convoi combiné SL147/MKS38, le Starling participe à la destruction du U-592.
En février, il participe au célèbre épisode du "voyage Six en un", où le 2SG détruit six U-boote sur une période de deux semaines. Le Starling partage la destruction de quatre d'entre eux; U-592 le 31 janvier, U-734 et U-238 le 9 février et U-264 le 19 février.
En mars 1944, le Starling et le 2SG, accompagnés du porte-avions d'escorte Vindex , recherchent et détruisent l'U-653, un sous-marin en service d'observation météorologique dans l'Atlantique Nord. Plus tard ce mois-là, tout en soutenant le convoi JW58 de Mourmansk, le Starling rencontre et détruit l'U-961 en transit vers l'Atlantique Nord. Il n'a pas d'autre succès, bien que trois U-boote ont été détruits lors d'attaques contre le convoi JW58.
En mai, le groupe répond à une attaque contre le USS Donnell par l'U-473. Bien qu'à une distance de 3480 kilomètres, le capitaine Walker, inspiré, devine où chercher et après une recherche de trois jours, il prend contact. Une chasse de 18 heures ramené le U-473 à la surface, où il est coulé par des tirs de canons,.
En juin, le Starling fait partie de l'Opération Neptune en appui du débarquement en Normandie et contribue à empêcher toute attaque contre la flotte d'invasion. Au total, quinze U-boote sont détruits lors des tentatives d'attaque de la flotte d'invasion, bien que le Starling lui-même n'est pas réussi.
En juillet, le Starling subit son coup le plus lourd lorsque le capitaine FJ Walker décède d'une hémorragie cérébrale, causée par le surmenage et l'épuisement.
Sous son nouveau capitaine, le Commander NW Duck, le Starling et le 2SG effectuent une autre patrouille réussie dans le golfe de Gascogne en août, lorsque quatre U-boote ont été détruits; le Starling participe à trois de ces actions, contre les U-333, U-736 et U-385.
En septembre, le Starling est transféré au 22e Groupe d'escorte (22EG), sous le commandement du capitaine GWE Castens, mais la guerre des U-boote change de caractère, et le Starling connait que peu de succès. La campagne devient une chasse aux pillards isolés opérant dans les eaux côtières peu profondes, où un sous-marin peut se cacher parmi les épaves au fond de la mer. La chasse à ces «loups solitaires» est une activité lente et fastidieuse, bien que les pertes des navires marchands soient réduites au minimum.
En janvier 1945, le Starling, avec des navires du 22EG, attaque une cible prometteuse dans le canal du Nord: ils sont crédités, après examen des dossiers allemands de l'après-guerre, de la destruction du U-482. Cependant, cette évaluation a été réévaluée en 1991 et le crédit a été retiré; l'attaque est réputée avoir visé une cible secondaire.
Avec la fin de la guerre en Europe, le Starling est affecté à des fonctions dans le Pacifique, mais pendant sa transformation pour cela, la guerre prend fin.
En septembre 1945, le Starling est désactivé et, en octobre, est mis en réserve.

### Après-guerre
Le HMS Starling a désactivé et versé dans la Réserve en octobre 1945. En moins de deux mois, ce navire est choisi pour être utilisé comme navire d'entraînement à la navigation à Portsmouth. Il est converti pour ce devoir à Portsmouth où son armement est retiré et des installations pour la formation pratique sont ajoutées.
En mars 1946, il est réactivé pour le service au HMS Dryad, l'école de formation à la navigation de la Royal Navy et continue à assumer ce rôle jusqu'en 1956, date à laquelle il est désactivé et réduit au statut de réserve à Portsmouth.
En 1953, il participe à la Fleet Review pour célébrer le couronnement d'Élisabeth II.
Au cours de sa dernière année de mandat, il visite les fjords norvégiens et la base de sous-marins à Kiel. Son dernier voyage est un appel à Bootle Liverpool pour assister à une célébration d'adieu organisée par l'autorité locale et la veuve du capitaine Walker qui a pris le passage sur la dernière navigation de Bootle à Portsmouth où il est désactivé.
Inscrit sur la liste de destruction en 1955, le navire est vendu à BISCO pour démolition par Lacmots et remorqué jusqu'au chantier des brise-lames de Queenborough dans le Kant, le 26 mai 1958 pour être mis au rebut le 6 juillet 1965.

## Honneurs de bataille
- Golfe de Gascogne : 1943
- Atlantique : 1943–45
- Arctique : 1944
- Normandie : 1944

## Succès
Le Starling a participé au naufrage de quatorze U-boote (sous-marins):
| Date            | U-boot | Type        | Localisation                                                    | Notes                                                                         |
| --------------- | ------ | ----------- | --------------------------------------------------------------- | ----------------------------------------------------------------------------- |
| 2 juin 1943     | U-202  | Type VIIC   | Atlantique Nord 56° 12′ N, 39° 52′ O                            | coulé, charges de profondeur (c/p) et canons du Starling.                     |
| 24 juin 1943    | U-119  | Type XB     | Atlantique Nord, nord-ouest de Cap Ortegal 44° 59′ N, 12° 24′ O | coulé, canons, éperonnage, du Starling.                                       |
| 6 novembre 1943 | U-226  | VIIC        | Atlantique Nord, est de Cap Race 44° 49′ N, 41° 13′ O           | coulé, c/p du Starling, Woodcock et Kite.                                     |
| 6 novembre 1943 | U-842  | Type IXC/40 | Atlantique Nord 43° 42′ N, 42° 08′ O                            | coulé, c/p du Starling et Wild Goose.                                         |
| 31 janvier 1944 | U-592  | VIIC        | Atlantique Nord, sud-ouest de Cap Clear 50° 20′ N, 17° 29′ O    | coulé, c/p du Starling, Wild Goose et Magpie.                                 |
| 9 février 1944  | U-734  | VIIC        | Atlantique 49° 43′ N, 16° 23′ O                                 | coulé, c/p du Wild Goose et Starling.                                         |
| 9 février 1944  | U-238  | VIIC        | Atlantique, sud-ouest de Cap Clear 49° 44′ N, 16° 07′ O         | coulé, c/p, hedgehog, du Kite, Magpie et Starling.                            |
| 19 février 1944 | U-264  | VIIC        | Atlantique Nord 48° 31′ N, 22° 05′ O                            | coulé, c/p du Woodpecker et Starling.                                         |
| 15 mars 1944    | U-653  | VIIC        | Atlantique Nord 53° 46′ N, 24° 35′ O                            | coulé par avion Swordfish A/825 du Vindex, et c/p du Starling and Wild Goose. |
| 29 mars 1944    | U-961  | VIIC        | Atlantique, nord des Îles Féroé 64° 31′ N, 3° 19′ O             | coulé, du Starling, Magpie.                                                   |
| 6 mai 1944      | U-473  | VIIC        | Atlantique, ouest de Cape Clear 49° 29′ N, 21° 22′ O            | coulé, c/p, canons du Starling, Wren and Wild Goose.                          |
| 31 juillet 1944 | U-333  | VIIC        | Manche, ouest des Îles Scilly 49° 39′ N, 7° 28′ O               | coulé, c/p du Starling et de la frégate Loch Killin.                          |
| 6 août 1944     | U-736  | VIIC        | Atlantique, ouest de Saint-Nazaire 47° 19′ N, 4° 16′ O          | coulé, Squid, c/p du Starling et Loch Killin.                                 |
| 11 août 1944    | U-385  | VIIC        | Golfe de Gascogne, ouest de La Rochelle 46° 16′ N, 2° 45′ O     | coulé, c/p, attaque aérienne du Starling et avions Sunderland P/461.          |

Pendant la guerre, le Starling a été crédité, ainsi que les sloops Amethyst, Peacock, Hart et la frégate Loch Craggie, d'avoir coulé le U-482 dans le Nord de la Manche le 16 janvier 1945. L'Amirauté britannique a retiré ce crédit lors d'une réévaluation après la guerre.